# پنه‌لوپه میچل
پنه لوپه میچل (به انگلیسی: Penelope Mitchell) یک بازیگر استرالیایی است که بیشتر برای ایفای نقش لیو پارکر در سریال خاطرات خون‌آشام شهرت دارد.

## زندگی شخصی

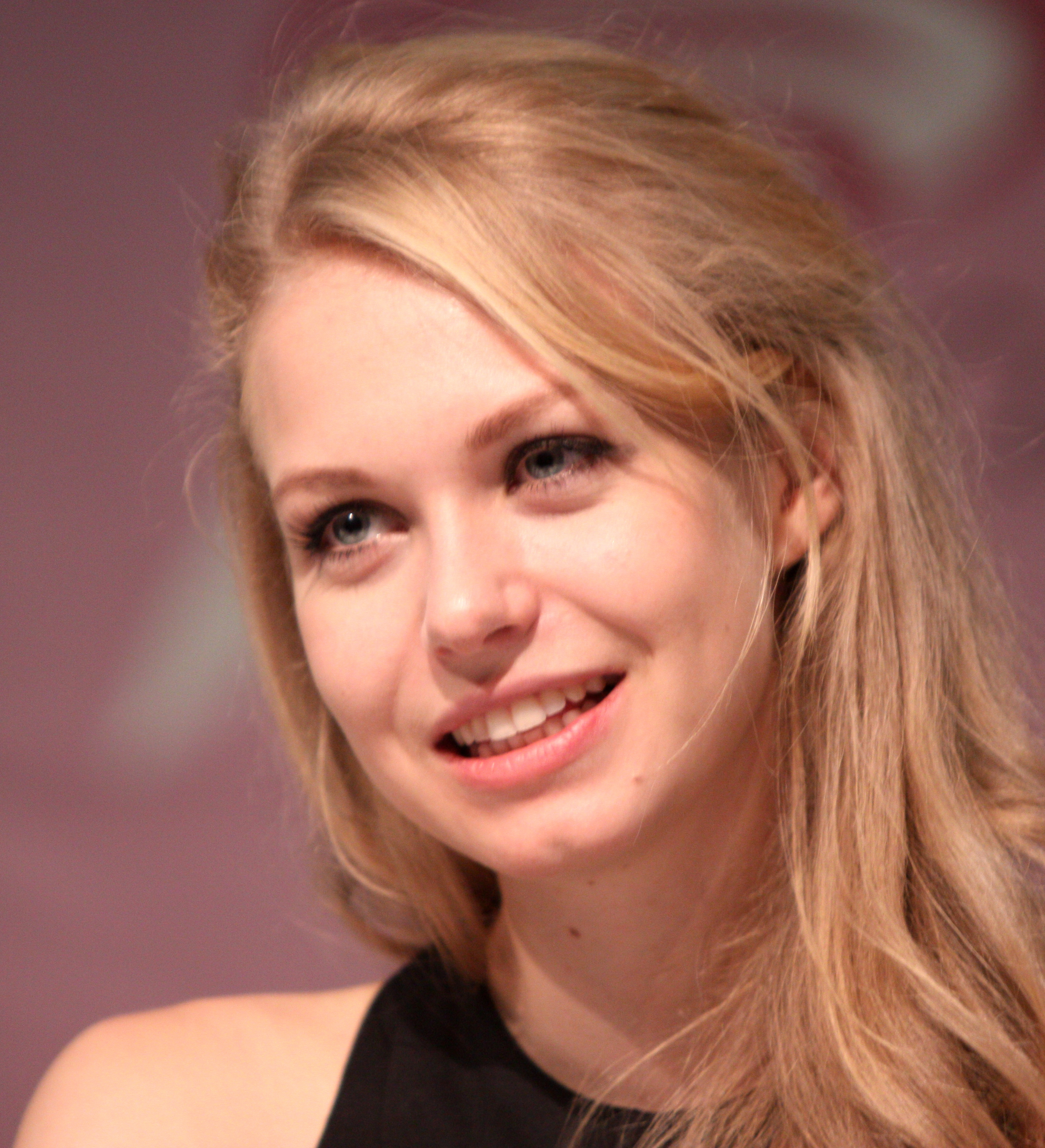
پنه لوپه میچل در حال سخنرانی در WonderCon ۲۰۱۳ در مرکز کنوانسیون آناهیم در آناهیم، کالیفرنیا.

پنلوپه میچل در ملبورن، ویکتوریا متولد شد، مادرش یک هنرمند فرانسوی و پدرش کارآفرین استرالیایی بود، میچل بیشتر دوران کودکی خود را در استرالیا با دو برادر بزرگتر خود گذراند. او از ۴ تا ۱۶ سالگی باله تمرین می‌کرد، سپس و با هدف رشته وکالت در دانشگاه ملبورن شرکت کرد. در زمان حضور در آنجا، او به اجرای خود ادامه داد و برای نشریات مختلف مقاله نوشت. میچل قبل از عزیمت به لس آنجلس برای ادامه بازیگری، مدرک دانشگاهی خود را در رشته ارتباطات رسانه ای به پایان رساند. او دختر عموی بازیگر رادا میشل است.

## فیلم
| سال  | نام فیلم           | نقش                  |
| ---- | ------------------ | -------------------- |
| ۲۰۱۱ | تغییرات خانوم چاق  | شری                  |
| ۲۰۱۱ | شیفت شب خون‌آشام    | سوفیا                |
| ۲۰۱۱ | به لطف دیگران      | گریس                 |
| ۲۰۱۱ | مخدر برای دیوانگی  | زو                   |
| ۲۰۱۲ | آرزومند            | لولا دو / پرنسس لولا |
| ۲۰۱۲ | کلاس ششم           | جولز فریمن           |
| ۲۰۱۲ | چشم سبز            | سارا                 |
| ۲۰۱۳ | جو مانیفستوی معروف | سو                   |
| ۲۰۱۴ | ترس از تاریکی      | اسکای ویلیامز        |
| ۲۰۱۵ | زیپ                | لاسی/جنیفر           |
| ۲۰۱۵ | نفرین داونرز گراو  | تریسی                |
| ۲۰۱۵ | بازی انتظار        | اریکا                |
| ۲۰۱۵ | منحنی              | الا روتلج            |
| ۲۰۱۸ | بین جهان‌ها         | بیلی                 |
| ۲۰۱۸ | نگاه به دور        | لیلی                 |
| ۲۰۱۹ | پسر جهنمی          | گاندیای جادوگر       |
| ۲۰۲۰ | تبدیل شدن          | لیزا بوریگان         |
| ۲۰۲۴ | نیش                | هدر                  |

| سال       | نام سریال      | نقش                 | اپیزود            |
| --------- | -------------- | ------------------- | ----------------- |
| ۲۰۰۹      | حمله           | سارا                | ۱ اپیزود          |
| ۲۰۱۱      | فرزند          | کریسی               | ۱ اپیزود          |
| ۲۰۱۳      | هملوک گراو     | لتا گادفری          | ۱۳ اپیزود (فصل۱)  |
| ۲۰۱۴–۲۰۱۵ | خاطرات خون‌آشام | اولیویا «لیو» پارکر | ۲۰ اپیزود         |
| ۲۰۱۸      | کپسول زمان     | لورن                | فیلم شبکه هالمارک |

| سال  | عنوان      | خواننده      |
| ---- | ---------- | ------------ |
| ۲۰۱۵ | "شهر تنها" | برندن فلاورز |